# Renfe Avant
Renfe Avant es un servicio ferroviario de transporte de pasajeros de media distancia a alta velocidad, operado por la compañía pública española Renfe Viajeros. Los servicios Avant circulan a una velocidad máxima de 250 km/h, frente a los 310 km/h de velocidad máxima de los AVE. Por lo general, sus trayectos cubren distintas provincias dentro de una misma comunidad autónoma u otra contigua. Los servicios regionales a velocidad convencional reciben el nombre de Renfe Media Distancia. 
Los servicios Avant se realizan con trenes de las series 104, 114 y 121, en configuración de clase única sin cafetería (excepto en algunas unidades de la serie 104).

## Características
Entre los trenes que circulan solamente por línea de alta velocidad en España existen tres tipos: los trenes AVE, los trenes AVLO y los trenes Avant. Los trenes AVE están especialmente dedicados a los viajes de larga distancia: se encuentran divididos en clases, recorren las líneas completas, disponen de cafetería y de tarificación alta y circulan a la mayor velocidad que permita la línea. Para complementar este servicio en los viajes frecuentes y de corta distancia surgen los trenes Avant, que no disponen de los servicios dedicados a la larga distancia pero disponen de una tarificación media y de unos horarios y frecuencias adaptados a los viajes diarios, de modo que puedan ser utilizados como medio de transporte de ida y regreso del puesto de trabajo. Las líneas Avant se restringen a unas pocas estaciones colaterales entre los cuales se produzca este tráfico regional, siendo la mayor distancia recorrida de unos 200 kilómetros.
La búsqueda del viajero frecuente hace que existan abonos con condiciones mucho más favorables que las de los billetes sencillos. El mayor abono dispone de 50 viajes a realizar en 30 días, con un ahorro respecto del billete sencillo de hasta el 57%.
Entre los servicios que utilizan tanto las líneas de alta velocidad como las líneas convencionales (Alvia, Altaria...) solo los servicios AVE Lanzadera tienen carácter regional, realizando cuando circulan en alta velocidad un servicio muy similar al Avant.
También existen los servicios Avant sinergiados, que son servicios con características de Avant (solo clase turista, tarifa plana, con abonos...) pero en trenes y rutas de AVE, donde se suelen reservar uno o dos coches para viajeros de este tipo de servicio.

## Historia

### AVE Lanzadera
Cuando en 1989 se decidió abordar el cambio de ancho generalizado de la red española, RENFE ya había pedido al fabricante Alstom 24 unidades de la Serie 100, los cuales estaban fabricados para ancho de vía estándar. De esa forma, en 1992 al inaugurarse la LAV Madrid-Sevilla, la compañía se encontró con una línea infrautilizada, un parque con demasiados trenes de alta velocidad, y la imposibilidad de utilizar el nuevo material. 
Como solución provisional, se decidió implantar el servicio de Lanzadera AVE, gestionado por la Unidad de Negocio de Alta Velocidad. La medida, contra pronóstico, fue un éxito rotundo. En 1995 se había superado el millón de pasajeros anuales. Se trataba de un servicio de Media Distancia rápido, a precio económico, y más flexible que el AVE, pues con el abono mensual, la reserva no era obligatoria. Además, los pasajeros contaban con las comodidades de los servicios de AVE, como el aparcamiento gratuito. El éxito fue tal, que incluso varios estudios evidenciaron como contribuyó de forma muy importante al desarrollo económico de ciudades como Ciudad Real.
Aunque su uso se prolongó durante más de doce años, el uso de unidades pensadas para servicios AVE y con un coste tan alto como las de la Serie 100 para servicios de Media Distancia seguía tratándose de una medida provisional que contribuía a que el balance del servicio fuese deficitario. A partir del 1 de enero de 2005 Renfe Operadora pasó a utilizar para estos servicios las primeras unidades de la Serie 104. Por su parte, la gestión comercial se hizo más rígida, con la implantación de la reserva obligatoria en un sistema de bonos de 20 a 50 viajes al mes. También se aumentaron ligeramente los precios y se suprimieron beneficios propios de la AV de Larga Distancia como el aparcamiento gratuito y los puntos AVE. El cambio causó protestas en Ciudad Real y Puertollano. Dos días antes, el 29 de diciembre de 2004, se había iniciado el servicio de Lanzadera AVE con el mismo modelo comercial entre Córdoba y Sevilla.

### Renfe Avant
Con la implantación de los servicios de AVE Lanzadera a partir del 29 de diciembre de 2004 entre Sevilla y Córdoba y entre Madrid y Toledo (15 de noviembre de 2005), el déficit generado por los servicios de Alta Velocidad Regional se acrecentó. 
Renfe, con el fin de acabar con este problema en 2006 traspasó estos servicios en a la unidad de negocio de Media Distancia, ya que dichas líneas, al encontrarse bajo el marco del servicio público obligatorio, sí pueden recibir subvenciones, contrariamente a las de Larga Distancia, que dejaron de poder recibirlas en 2010. 
Para hacer efectivo este cambio decidió acabar con la marca AVE Lanzadera, ya que se pensó que al tener características más propias de una línea regional que de los servicios AVE, su nombre podría resultar confuso para los clientes. Los servicios se rebautizaron bajo la marca de «Renfe Avant» el 1 de enero de 2007, comercializados como parte de las líneas ya existentes de Media Distancia. Los trenes también cambiaron su decoración con resaltes en naranja, color característico de los servicios de Media Distancia.

## Servicios comerciales
| Origen                                       | Paradas | Destino                   | Frecuencias                                                      | Duración media       | Observaciones  |
| Corredor Norte                               | Corredor Norte | Corredor Norte            | Corredor Norte                                                   | Corredor Norte       | Corredor Norte |
| -------------------------------------------- | --- | ------------------------- | ---------------------------------------------------------------- | -------------------- | -------------- |
| Madrid - Chamartín - Clara Campoamor         | Segovia - Guiomar | Valladolid - Campo Grande | 15 trenes L-J, 16 trenes V, 7 trenes S y 10 trenes D por sentido | 1 hora               |                |
| La Coruña                                    | Santiago de Compostela | Orense                    | 2 trenes L,J y V y 3 trenes M y X por sentido                    | 1 hora y 7 minutos   |                |
| Corredor Sur                                 | |                           |                                                                  |                      |                |
| Madrid - Puerta de Atocha - Almudena Grandes | Ciudad Real | Puertollano               | 11 trenes L-V, 6 trenes S y 7 trenes D por sentido               | 1 hora y 22 minutos  |                |
| Madrid - Puerta de Atocha - Almudena Grandes | - | Toledo                    | 15 trenes L-V y 10 trenes S-D por sentido                        | 34 minutos           |                |
| Sevilla - Santa Justa                        | Córdoba · Puente Genil - Herrera · Antequera - Santa Ana                                                                    | Málaga - María Zambrano   | 6 trenes L-V y 4 trenes S-D por sentido                          | 2 horas              |                |
| Sevilla - Santa Justa                        | Córdoba · Puente Genil - Herrera · Antequera - Santa Ana · Antequera AV · Loja                                              | Granada                   | 4 trenes diarios por sentido                                     | 2 horas y 35 minutos |                |
| Málaga - María Zambrano                      | Antequera AV · Loja | Granada                   | 3 trenes diarios por sentido                                     | 1 hora y 17 minutos  |                |
| Corredor Este                                | |                           |                                                                  |                      |                |
| Toledo                                       | Madrid - Puerta de Atocha - Almudena Grandes · Cuenca - Fernando Zóbel                                                      | Albacete                  | 1 tren diario por sentido                                        | 2 horas y 57 minutos |                |
| Valencia - Joaquín Sorolla                   | - | Requena - Utiel           | 5 trenes diarios por sentido                                     | 25 minutos           |                |
| Corredor Nordeste                            | |                           |                                                                  |                      |                |
| Zaragoza - Delicias                          | - | Calatayud                 | 4 trenes L-S y 3 trenes D por sentido                            | 25 minutos           |                |
| Barcelona - Sants                            | Campo de Tarragona | Lérida                    | 8 trenes L-V, 6 trenes S y 5 trenes D por sentido                | 1 hora               |                |
| Corredor Mediterráneo                        | |                           |                                                                  |                      |                |
| Barcelona - Sants                            | Gerona | Figueras - Vilafan        | 12 trenes L-J, 10 trenes V, 7 trenes S y 11 trenes D por sentido | 55 minutos           |                |
| Barcelona - Sants                            | Campo de Tarragona · Cambrils · Hospitalet del Infante · Ametlla de Mar · Ampolla - Perelló - Deltebre · La Aldea - Amposta | Tortosa                   | 1 tren diario por sentido                                        | 1 hora y 47 minutos  |                |
| Alicante                                     | Elche AV · Callosa de Segura - Cox · Orihuela - Miguel Hernández · Beniel                                                   | Murcia                    | 10 trenes L-V, 8 trenes S y 7 trenes D por sentido               | 55 minutos           |                |

## Galería de imágenes

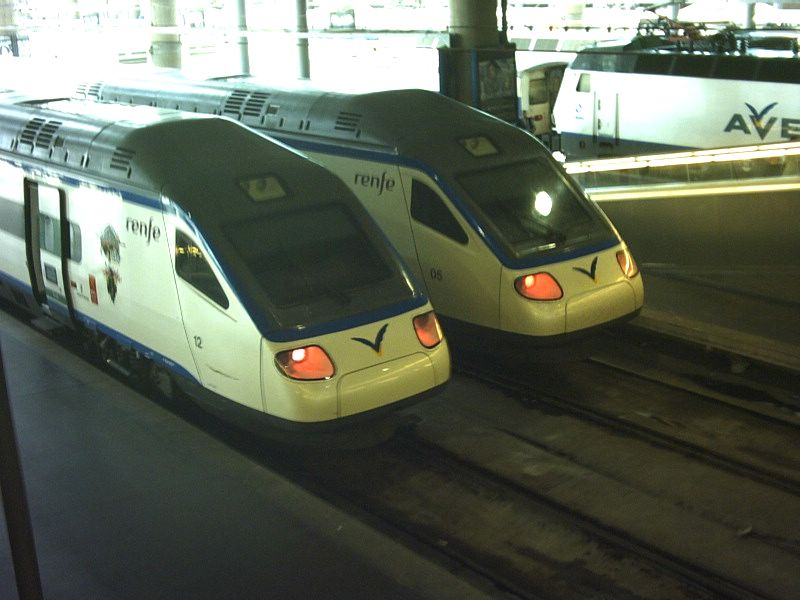
Serie 104 de Renfe como AVE Lanzadera, antes de cambiar a Renfe Avant.
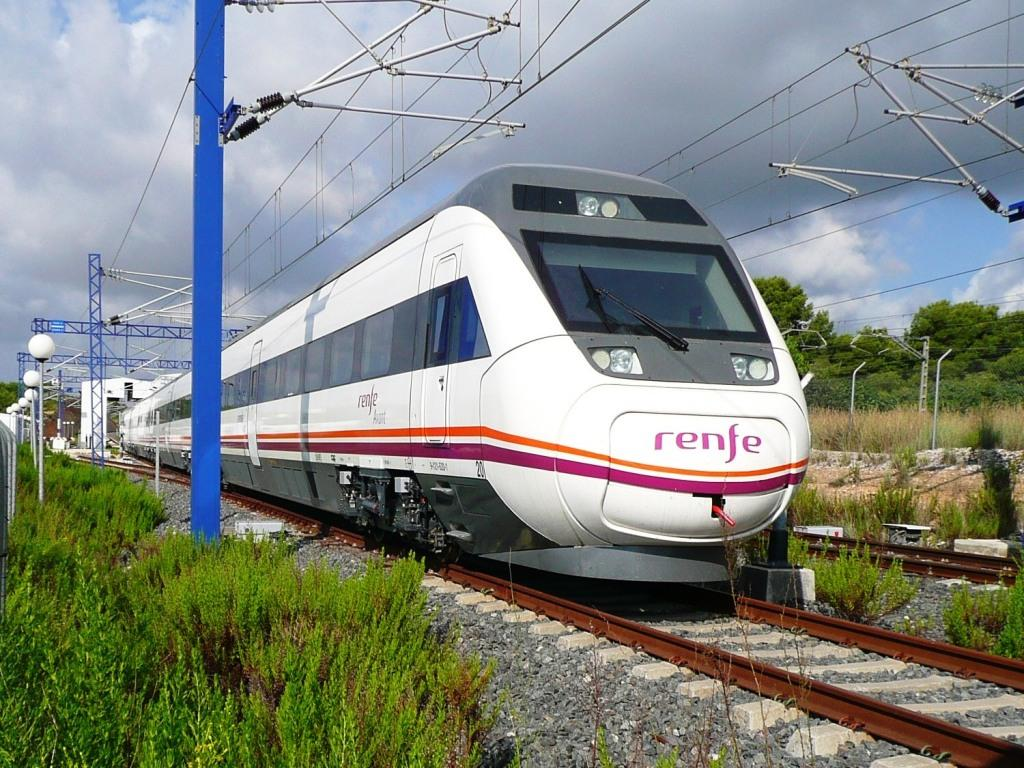
Tren Avant de la Serie 121 de Renfe con cambio de ancho.
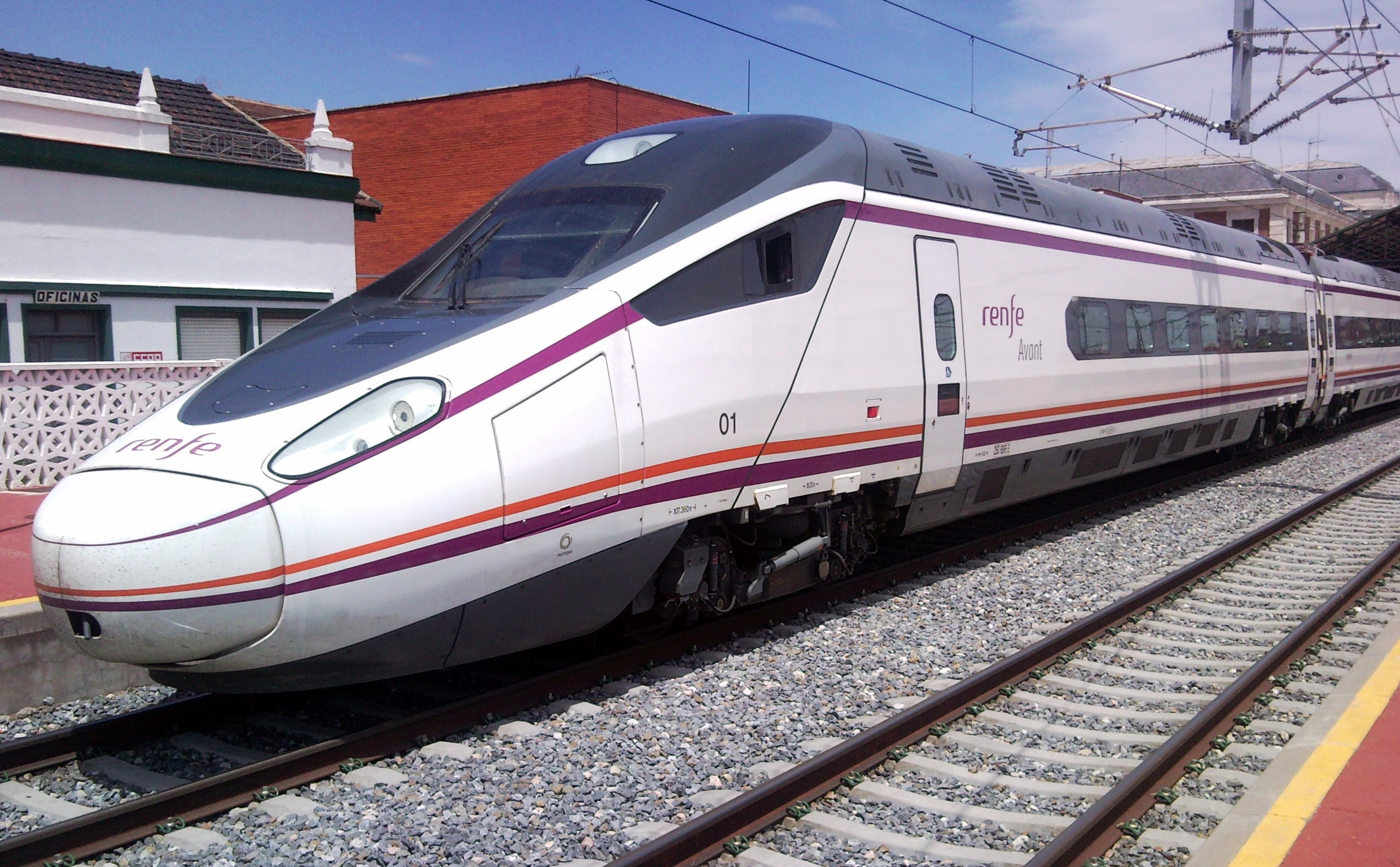
Tren Avant de la Serie 114 de Renfe en Valladolid-Campo Grande.